# Estadio Luis Ernesto Cascarita Tapia
La Cancha Luis Ernesto "Cascarita" Tapia o Mini Rommel como se le conoció, es una cancha alterna al Estadio Rommel Fernández, que sirve de entrenamiento a la Selección de fútbol de Panamá, pero que también es utilizada por clubes de la Liga Panameña de Fútbol para sus entrenamientos. La misma lleva el nombre del futbolista panameño, famoso en los años 60s, llamado el "Pelé Centroamericano". Forma parte de la Ciudad Deportiva Irving Saladino.
Fue utilizada por los equipos Alianza FC y Sporting San Miguelito para disputar partidos de la Liga Panameña de Fútbol hasta el Torneo Clausura 2019.

## Nombre
La propuesta de designar con el nombre de "Cascarita" Tapia, como unas de las figuras destacadas del fútbol panameño con una larga trayectoria a nivel nacional, internacional y con la selección nacional en las décadas de los 60 y 70, fue iniciativa del dirigente y también exseleccionado nacional Alfonso "Foncho" Méndez.

## Inauguración
Fue oficialmente inaugurada el 22 de enero de 2009 por el expresidente Martín Torrijos, el mismo en compañía de reconocidas figuras del fútbol panameño y realizó el saque de honor en el encuentro amistoso que sostuvieron las academias siglo XXI y el Chorrillo FC. En septiembre de 2010 al mismo se le cambió el nombre de Mini Rommel o Rommelin a Luis Ernesto Tapia, en homenaje al futbolista del mismo nombre.
En el año 2012 se le instala techo completo a la gradería, a un costo de 302 mil 259 dólares.

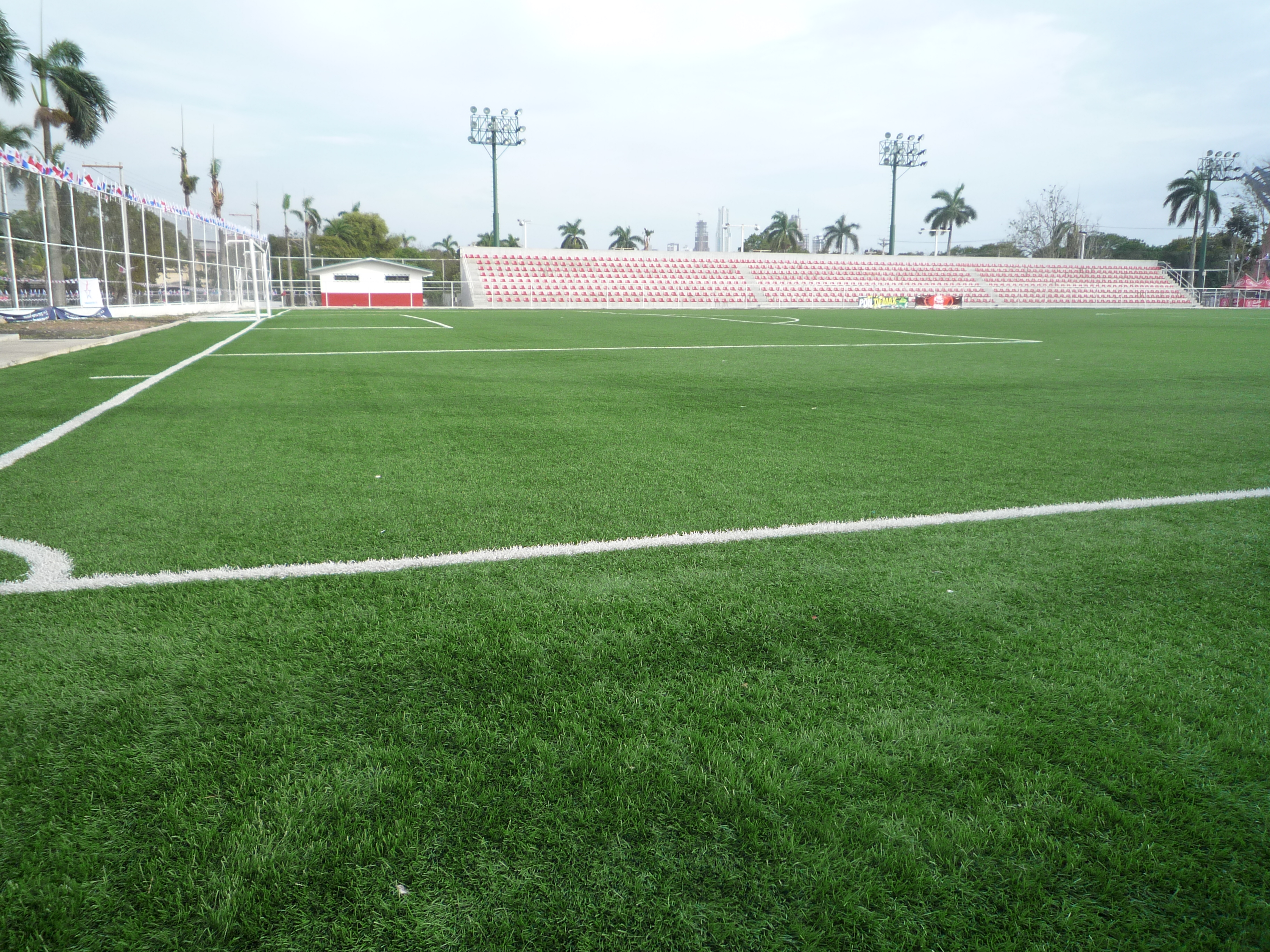
Estadio antes de la instalación del techo y otros cambios.